# ビルダグリプチン
ビルダグリプチン（Vildagliptin、開発コード: LAF237）は、DPP-4阻害薬に分類される経口血糖降下薬の1つである。DPP-4（Dipeptidyl Peptidase-4）とは、GLP-1（グルカゴン様ペプチド-1: Glucagon-like peptide-1）を分解する酵素であり、これを阻害する結果、血糖依存的にインスリン分泌を促進すると同時にグルカゴン分泌を抑制し、血糖値を低下させる。また、インスリン抵抗性を改善する作用があるとされる。GLP-1アナログ製剤と同じくインクレチン関連薬の1つであり、SU剤に代表される経口血糖降下薬に比べて低血糖のリスクが少ないとされるが、SU剤との併用で重篤な低血糖が発現することがある（重要な基本的注意参照）。2014年現在、日本ではノバルティスからエクアとして販売されている。

## 副作用
重大な副作用として、肝炎、肝機能障害、血管浮腫、低血糖症、横紋筋融解症、急性膵炎、腸閉塞、間質性肺炎、類天疱瘡 が記載されている。

## 効能・効果
- 2型糖尿病患者における血糖値の降下[1]

投与開始12週後のHbA1cの低下量は、50 mg×1日1回の単剤投与で0.78、50 mg×1日2回の単剤投与で0.86であった:8。

## ドイツ国内での措置
2013年10月1日、ドイツの規制当局（G-BA）は、SU剤に比べてビルダグリプチンには上乗せ効果がないとした。これを受けて製造販売業者であるノバルティスは2014年7月1日に全てのビルダグリプチンをドイツ国内から回収した。

## 薬物動態

### 吸収
ビルダグリプチン50 mgを空腹時に服用すると、最大血中濃度に達するまでの時間（tmax）は2.00±1.26(SD) 時間後であった:26。食後に服用するとtmaxは若干遅くなった（n=24；範囲 0.75-4.0 → 0.5-6.0）が臨床的に意味のある差ではないと捉えられている:29。バイオアベイラビリティは85%である:30。

### 分布
ビルダグリプチンの血漿蛋白結合率は9.3%であり:30、血漿中の蛋白質と結合する他の薬剤と相互作用する可能性がある。25 mgを投与した際の分布容積は70.5 Lであり:30、血流中以外にもビルダグリプチンが分布することが示唆される。ラットでは投与1 - 4時間後に腎臓および肝臓で最高値となった（血中濃度の10〜30倍）:31。

### 代謝

ニトリル基の加水分解: 分子中のニトリル基（-C≡N）が加水分解してカルボン酸（-COOH）とアンモニアが生成する。

アミド結合の加水分解: 分子中のアミド結合（-CO-NH-）が加水分解する。

ビルダグリプチン100 mgを投与した際の代謝産物として血中から、ニトリル基（シアノ基）の加水分解物が55.5%、アダマンタンに付く水酸基のグルクロン酸抱合体が9.3%、分子中のアミド結合が加水分解されたものが8.1%検出された:32。

### 排泄
ビルダグリプチン100 mgを投与した後、168時間以内に85%が尿中へ、15%が胆汁中へ排泄された:34。
100 mg単回経口投与時の血中半減期は、健康被験者で3.95±1.82(SD) 時間、軽度、中等度、重度腎機能障害患者で2.83±0.76時間、3.89±1.64時間、3.55±0.35時間と変化が見られなかったが、末期腎疾患患者では5.64±1.33 - 8.05±6.26時間と延長が見られた:28。